# Grosser Preis des Kantons Aargau 1984
Il Grosser Preis des Kantons Aargau 1984, ventunesima edizione della corsa, si svolse il 1º agosto su un percorso di 206,8 km, con partenza e arrivo a Gippingen. Fu vinto dal belga Ferdi Van den Haute della Redoute davanti al suo connazionale Jef Lieckens e all'italiano Pierino Gavazzi.

## Ordine d'arrivo (Top 10)
| Pos. | Corridore              | Squadra                  | Tempo    |
| ---- | ---------------------- | ------------------------ | -------- |
| 1    | Ferdi Van den Haute    | La Redoute               | 4h42'35" |
| 2    | Jozef Lieckens         | Safir-Van De Ven         | a 13"    |
| 3    | Pierino Gavazzi        | Atala-Campagnolo         | s.t.     |
| 4    | Phil Anderson          | Panasonic                | s.t.     |
| 5    | Roger De Vlaeminck     | Gis Gelati-Tuc Lu        | s.t.     |
| 6    | Dominique Garde        | Peugeot-Shell-Michelin   | s.t.     |
| 7    | Giuseppe Passuello     | Gis Gelati-Tuc Lu        | s.t.     |
| 8    | Gottfried Schmutz      | Dromedario-Alan          | s.t.     |
| 9    | Bruno Cornillet        | La Vie Claire-Terraillon | s.t.     |
| 10   | Jean-Luc Vandenbroucke | La Redoute               | s.t.     |